# Гликман, Давид Иосифович
Дави́д Ио́сифович Гли́кман (также Осипович, публиковался под псевдонимом Гаев; 18 (30) мая 1874, Слуцк, Минская губерния — 20 января 1936) — российский журналист, редактор, переводчик, фельетонист и драматург, сценарист.

## Биография
Сын учителя Быховского казённого еврейского училища Иосифа Самуиловича Гликмана. Окончил Могилёвскую гимназию (1893), затем юридический факультет Новороссийского университета (1903). Редактировал журнал «Еврейская жизнь». Публиковал статьи и фельетоны в газетах «Новости», «Голос», «Речь», «Слово», «Современное слово», «Северные записки» и др.
Пьесы Гликмана ставились в петербургском театре «Кривое зеркало» и на провинциальных сценах. В послереволюционные годы выступал также как сценарист, в том числе под псевдонимом Дух Банко (по имени персонажа из трагедии «Макбет»), написав, в частности, сценарий к фильму Н. Петрова «Сердца и доллары» (1924, совместно с В. Королевичем).
В 1920-х годах был составителем и одним из переводчиков собраний произведений Шолом-Алейхема на русском языке.

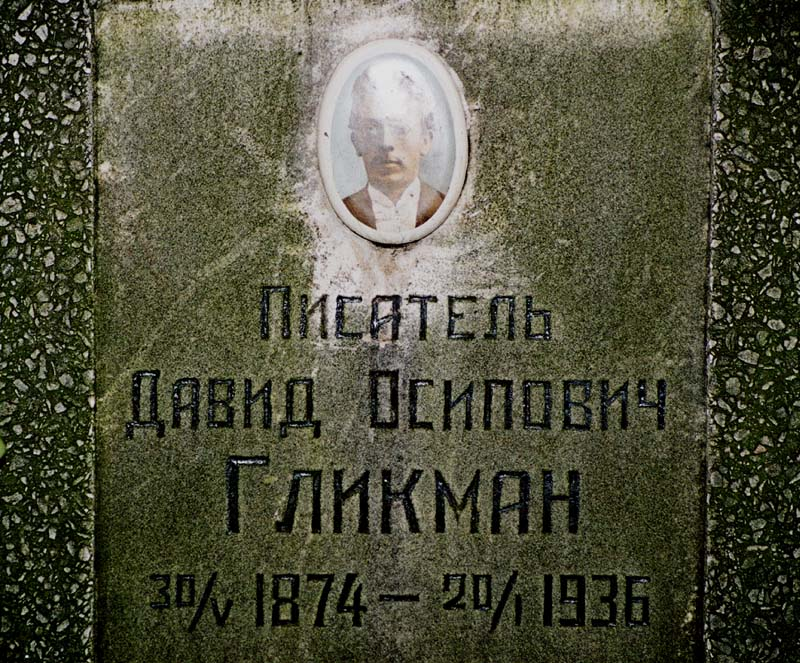
Могила Давида Гликмана на Новом Донском кладбище

Похоронен на Новом Донском кладбище города Москвы. Могила находится в аллее Гартунг (идти от ворот к бывшему главному зданию крематория, затем свернуть во вторую аллею, отходящую влево; могила писателя будет с левой стороны).

## Семья
Брат — Соломон-Матус Иосифович Гликман (13 апреля 1870, Старый Быхов, Могилевская губерния — ?), российский медик и публицист. Учился в Гомельской прогимназии, Могилёвской гимназии, на медицинском факультете Императорского университета Святого Владимира в Киеве. Стажировался в Московском университете (1903—1904), был уездным и гимназическим врачом в Новомосковске Екатеринославской губернии, печатался в «Домашнем враче», «Врачебной газете», Журнале Общества русских врачей в память Пирогова. Вместе с братом владел частной типографией. Писал под псевдонимом «Соломон Премудрый». Среди публикаций — «Слово правды в защиту евреев» (Слово правды по поводу обвинения евреев в употреблении христианской крови, СПб, 1880); «Varia», 1911, Киев.